# Per Zillmer
Per C. Zillmer (født 16. juni 1965 i København) er en tidligere dansk atlet. Han var medlem af Politiets IF, Københavns IF og Fredensborg AK.

## Danske mesterskaber
- Guld 1992 4 x 1500 meter
- Sølv 1990 5000 meter 14,11,41
- Guld 1990 4 km cross - hold